# Quinta Brunson
Quinta Brunson, née le 21 décembre 1989, est une écrivaine, productrice, comédienne et actrice américaine. Brunson s'est fait connaître grâce à sa série Instagram autoproduite Girl Who Has Never Been on a Nice Date. Ensuite, elle produit et joue dans du contenu pour BuzzFeed Video, et développe deux séries de streaming avec BuzzFeed Motion Pictures.
Brunson apparaît dans les séries iZombie, Single Parents et Miracle Workers ; sert en tant que comédienne de doublage dans Lazor Wulf et Magical Girl Friendship Squad ; et joue également dans la première saison de la série humoristique de HBO A Black Lady Sketch Show.
Depuis 2021, elle est la créatrice, productrice exécutive, scénariste et star de la comédie Abbott Elementary. Aux 74e Primetime Emmy Awards, elle devient la première femme noire à être nommée trois fois dans la catégorie comédie, recevant des nominations dans les catégories suivantes : meilleur scénario pour une série télévisée comique, meilleur scénario pour une émission de divertissement (en tant que productrice exécutive) et meilleure actrice dans une série télévisée comique. Brunson est placée sur la liste du Time 100 des personnes les plus influentes de 2022,,,.

## Jeunesse et éducation
Brunson est née et a grandi dans l'ouest de Philadelphie. Son prénom signifie "cinquième" en espagnol et signifie qu'elle est la plus jeune de cinq enfants. Sa mère, Norma Jean Brunson, enseignait en maternelle et elle est élevée dans la dénomination chrétienne des Témoins de Jéhovah.
Elle se décrit comme "obsédée" par la comédie après avoir fréquenté la Charter High School for Architecture & Design, et nourrit son intérêt en prenant un cours d'improvisation. Brunson fréquente l'Université Temple et suit des cours à la Second City à Chicago pour sa deuxième année. Elle abandonne l'école peu de temps après pour poursuivre une carrière dans la comédie.

## Carrière

### 2014-2017: Instagram et Buzzfeed
Brunson gagne en notoriété en publiant des vidéos comiques sur son Instagram en 2014. En particulier, sa série Girl Who Has Never Been on a Nice Date devient virale et élargi sa fanbase numérique,,. Elle travaille ensuite comme productrice vidéo pour BuzzFeed Video après avoir d'abord travaillé en indépendant pour l'entreprise. Ses vidéos se concentrent principalement sur les problèmes rencontrés par les vingtenaires.
En 2016, Brunson vend deux séries Web en tant que partenaire de développement avec BuzzFeed Motion Pictures : une comédie scénarisée intitulée Broke pour Youtube Red, qu'elle écrit, produit et joue, ; la seconde, Up for Adoption, est produite par la plateforme vidéo go90 de Verizon, dans laquelle elle joue aussi. La performance de Brunson dans Broke est nommée dans la catégorie de la meilleure actrice dans une comédie aux Streamy Awards en 2017.

### Depuis 2018:A Black Lady Sketch ShowetAbbott Elementary
Peu de temps après avoir quitté BuzzFeed en 2018, elle joue dans le pilote de The End of the World as We Know It pour la chaîne CW, mais la série n'est finalement pas choisie pour être diffusée. Elle produit et écrit également une série intitulée Quinta vs. Everything diffusée sur Facebook Watch de 2017 à 2018,. Le 4 octobre 2018, il est annoncé qu'un pilote coproduit par Brunson, Larry Wilmore et Jermaine Fowler (en) est en pourparlers avec CBS pour être développé en une série intitulée Quinta & Jermaine. Le pilote met en vedette Fowler et Brunson en tant qu'amis de longue date qui doivent faire face à une grossesse non planifiée ; cependant, la série n'est pas développée.
En 2019, elle joue le Dr Charli Collier et sa sœur jumelle, Laila, dans la série comique dramatique surnaturelle iZombie, et fait le doublage de plusieurs personnages dans la série animée Lazor Wulf (en). Cet automne-là, Brunson commence à apparaître et à écrire pour la série de sketchs humoristiques de HBO A Black Lady Sketch Show, aux côtés de Robin Thede (en), Gabrielle Dennis (en) et Ashley Nicole Black (en) ; mais elle doit quitter la série lors de la deuxième saison en raison de conflits de plannings. En 2020, Brunson partage la vedette avec Anna Akana dans la série animée de Syfy Magical Girl Friendship Squad (en).
En 2021, Brunson apparaît dans un rôle récurrent dans la troisième saison de Miracle Workers, et en juin, son premier livre, She Memes Well, un recueil d'essais sur sa vie personnelle et sa carrière, est publié.
Le pilote à caméra unique de Brunson (précédemment intitulé Harrity Elementary) est repris par ABC avec le nouveau titre de Abbott Elementary en mai 2021,. Brunson est également scénariste, coproductrice exécutive et actrice aux côtés de Sheryl Lee Ralph, Lisa Ann Walter, Chris Perfetti (en), Tyler James Williams et Janelle James (en). La série débute le 7 décembre 2021 et est saluée par la critique. La première saison détient une note de 97% sur Rotten Tomatoes sur la base de 38 critiques. Brunson reçoit des éloges pour avoir apporté une nouvelle approche à la télévision en réseau avec Abbott Elementary du nom de son ancienne enseignante de collège, Mme Abbott. À la suite de la diffusion de la première saison, elle est nommée parmi les 100 personnes les plus influentes de Time en 2022. En juillet 2022, Brunson et ABC sont poursuivis par l'écrivain Christine Davis dans une affaire de violation du droit d'auteur. En août, elle signe un accord global pluriannuel avec Warner Bros. Television, le studio de coproduction de son émission, Abbott Elementary.
En 2024, elle participe à l'émission A Nonsense Christmas de Sabrina Carpenter.

## Filmographie

### En tant qu'actrice

#### Clips
| Année | Titre                 | Artiste                        | Rôle       |
| ----- | --------------------- | ------------------------------ | ---------- |
| 2018  | Come Over             | The Internet                   | La voisine |
| 2020  | Dragonball Durag      | Thundercat                     | Fille      |
| 2024  | Little Foot, Big Foot | Childish Gambino et Young Nudy | Barmaid    |

#### Télévision
- 2016 : Broke : Miloh (12 épisodes)
- 2017 : Up for Adoption : Michelle (10 épisodes)
- 2017 : Quinta vs. Everything : Quinta (5 épisodes)
- 2018 : New Girl : Annabelle (1 épisode)
- 2018-2020 : Single Parents : Bess (3 épisodes)
- 2019 : IZombie : Dr Charlie Collier / Laila (3 épisodes)
- 2019, 2022 : A Black Lady Sketch Show : divers personnages (saisons 1 et 3 - 7 épisodes)
- 2021, 2023 : Miracle Workers : Trig / Administratrice (saisons 3 et 4 - 7 épisodes)
- depuis 2021 : Abbott Elementary : Janine Teagues (rôle principal - 49 épisodes)
- 2023 : Party Down : Jaff (saison 3, épisode 1)
- 2023 : La Folle Histoire du monde 2 : Martha Magdalene (saison 1, épisode 4)
- 2023 : Saturday Night Live : elle-même (saison 48, épisode 16)
- 2024 : Sesame Street : elle-même

##### Doublage
- 2019-2021 : Lazor Wulf : Blazor Wulf (voix)
- 2019-2021 : Big Mouth : Quinta / Fille (voix - 4 épisodes)
- 2020 : Magical Girl Friendship Squad (en) : Alex (voix)
- 2022 : Cars : Sur la route : Ivy (voix - saison 1, épisodes 4, 5 et 7)
- 2023 : Harley Quinn : Hawkgirl (voix - saison 3, épisode 11)

#### Cinéma
- 2020 : American Pickle de Brandon Trost : la femme interviewée
- 2021 : As of Yet de Taylor Garron : Lyssa
- 2022 : Weird: The Al Yankovic Story d'Eric Appel : Oprah Winfrey
- 2025 : Golden de Michel Gondry (sortie annulée)

### En tant que scénariste
- 2019 : A Black Lady Sketch Show (saison 1)
- depuis 2021 : Abbott Elementary

### En tant que créatrice-productrice
- 2016 : Broke
- 2017 : Up for Adoption
- 2017 : Quinta vs. Everything
- depuis 2021 : Abbott Elementary

## Distinctions

### Récompenses
- 2022 : Time 100 des personnes les plus influentes[33]
- Emmy Awards 2022 : Meilleur scénario pour une série télévisée comique pour Abbott Elementary (saison 1, épisode 1 - Pilote)
- Golden Globes 2023 : Meilleure actrice dans une série musicale ou comique pour Abbott Elementary
- Critics' Choice Television Awards 2023 : Meilleure série télévisée comique pour Abbott Elementary
- Emmy Awards 2024 : Meilleure actrice dans une série télévisée comique pour Abbott Elementary

### Nominations
- Emmy Awards 2022 :
  - Meilleure série télévisée comique pour Abbott Elementary
  - Meilleure actrice dans une série télévisée comique pour Abbott Elementary
- Golden Globes 2024 : Meilleure actrice dans une série télévisée musicale ou comique pour Abbott Elementary
- Emmy Awards 2024 :
  - Meilleure série télévisée comique pour Abbott Elementary
  - Meilleure actrice invitée dans une série télévisée comique pour Saturday Night Live (saison 48, épisode 16)
- Critics' Choice Television Awards 2023 : Meilleure actrice dans une série comique pour Abbott Elementary
- Critics' Choice Television Awards 2024 :
  - Meilleure série télévisée comique pour Abbott Elementary
  - Meilleure actrice dans une série comique pour Abbott Elementary
- Golden Globes 2025 : Meilleure actrice dans une série télévisée musicale ou comique pour Abbott Elementary